# Боккенем
Боккенем (нем. Bockenem) — город в Германии, в земле Нижняя Саксония.
Входит в состав района Хильдесхайм. Население составляет 10 557 человек (на 31 декабря 2010 года). Занимает площадь 109,04 км². Официальный код — 03 2 54 008.
| Год  | Население |
| ---- | --------- |
| 1990 | 11 077    |
| 1995 | 11 667    |
| 2000 | 11 474    |
| 2005 | 11 250    |
| 2010 | 10 702    |

## Города-побратимы
- Завадзке Польша